# Сюзан Колімба
Сюзан Альфонса Колімба (суах. Susan Alphonce Kolimba; роду. 8 грудня 1964) ― танзанійський вчений і політичний діяч. Член партії Чама Ча Мапіндузі (ЧЧМ). Заступник міністра закордонних справ і Східно-Африканського співробітництва Танзанії і член парламенту, займає крісло, спеціально відведене для жінок.

## Біографія
Сюзан Колімба народилася 8 грудня 1964 року. Закінчила жіночу середню школу Кібошо в 1982 році. У 1988 році закінчила педагогічний коледж Марангу, після чого три роки пропрацювала вчителем. Потім вона почала кар'єру в законі. Після цього вирішила присвятити себе вивченню юриспруденції і поїхала на навчання в Росію. Отримала дипломи бакалавра, магістра та кандидата юридичних наук у 1996, 1998 та 2002 роках відповідно в Університеті дружби народів. Викладала право у Відкритому університеті Танзанії з 2005 по 2016 роки, а у 2010 році стала деканом юридичного факультету.
Вступила в ЧЧМ у 2007 році, де згодом займала низку посад у жіночому крилі партії. У 2015 році обрана членом парламенту і нині займає місце, спеціально зарезервоване для жінок.
Призначена заступником міністра закордонних справ і Східно-Африканського співробітництва у складі нового уряду, сформованого після обрання президента Джона Магуфулі у 2015 році. Є членом Східноафриканська законодавчої асамблеї. Також займає посаду голови Ради Міністрів Східно-Африканської спільноти.